# 캐스팅

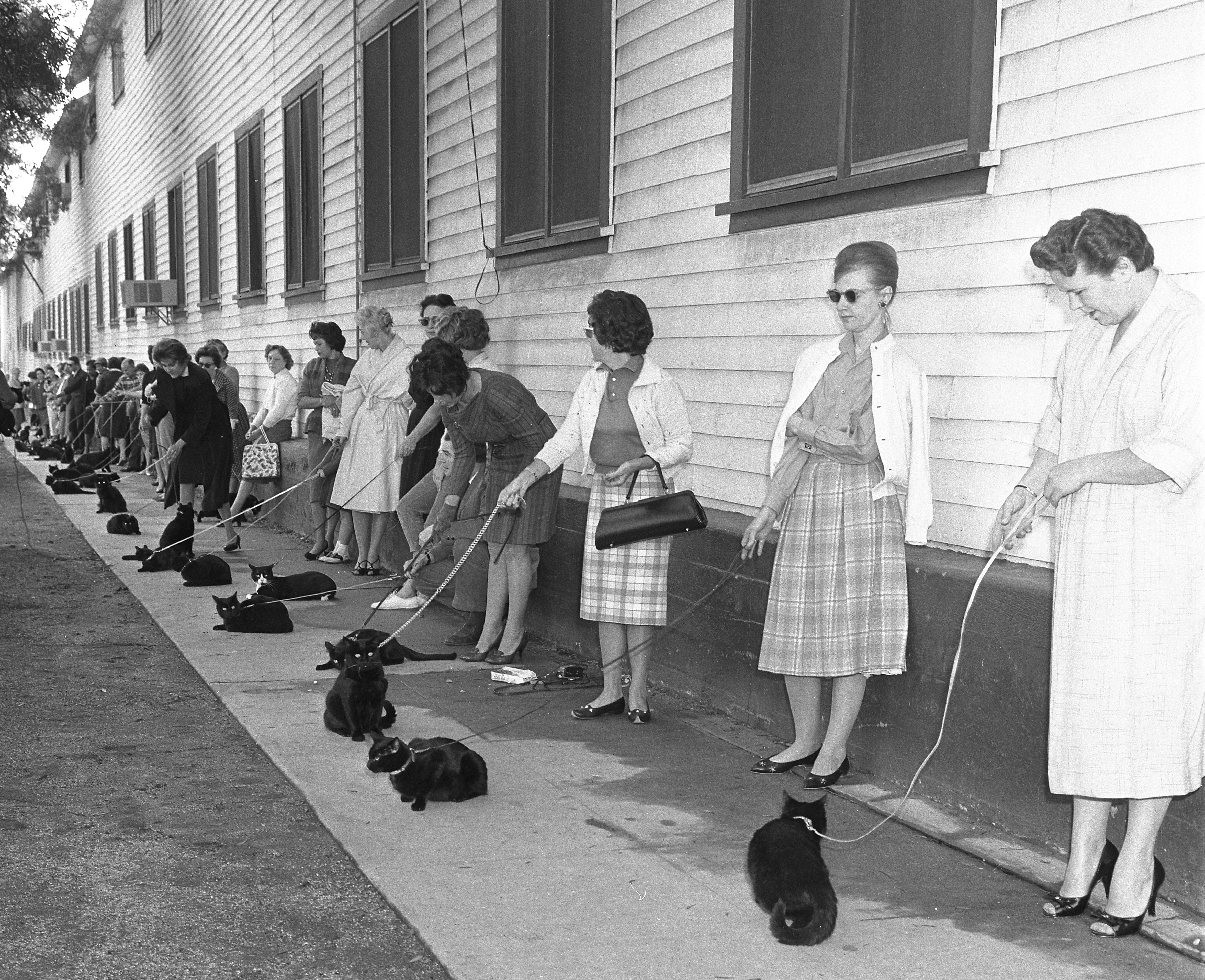
검은 고양이 캐스팅 콜. 1961년 로스엔젤레스. 스튜디오는 로저 코먼 감독의 영화 테러 이야기(Tales of Terror)의 고양이를 찾고 있었다.

캐스팅(Casting)은 영화, 텔레비전 드라마, 연극 등에서 배우, 가수, 모델 등을 선발하기 위해 사전 제작 단계에서 행해지는 일을 말한다. 캐스팅 과정은 대부분 오디션으로 선발한다. 또, 캐스팅 디렉터(Casting Director)라 하여, 스태프진 중의 한 명으로, 한 편의 영화, 드라마 등의 작품이 촬영에 들어가기 전 배역에 맞는 연기자를 찾아내 역할을 맡기는 역할을 한다. 할리우드의 경우 캐스팅 디렉터는 영화사로부터 지원을 받으며, 고정된 임금을 받는다. 수천 명의 배우들의 인적 사항이 적혀있는 자료를 항상 들고다니고 있다.

## 캐스팅 유형 또는 역할
다양한 유형의 역할을 수행하기 위해 배우가 선택된다. 주연이라고도 불리는 주요 출연진은 영화, 연극 또는 TV에서 중요한 역할을 맡은 여러 배우로 구성된다. 작품에서 가장 큰 역할, 즉 주인공을 연기하는 주연 배우(또는 여성의 경우 주연 배우)가 있는 경우가 많다. 주연 배우가 한 명도 없는 경우 주요 역할을 집합적으로 앙상블 캐스트라고 하며 일반적으로 대략 동일한 화면 시간이 할당되는 여러 주연 배우와 연기자로 구성된다. 조연 배우는 연극이나 영화에서 중요한 역할을 담당하지만 주연 배우보다는 덜 중요한 역할을 하는 배우이다. 조연 역할은 주요 배우와의 직접적인 상호 작용을 포함하지만 대화가 5줄을 넘지 않는 비트 부분보다 더 중요하다. 잘 알려진 배우나 다른 연예인이 단편적으로 출연하는 경우를 카메오 출연이라고 부르기도 한다.

## 캐스팅 과정
캐스팅 과정에는 연극 제작자, 연극 감독 등 연극 제작 내 개인으로 구성된 캐스팅 패널 이전의 일련의 오디션이 포함된다. 그러나 특정 텔레비전 제작 내에서 캐스팅 패널은 텔레비전 제작자로 구성될 수 있고, 영화 제작 내에서는 캐스팅 패널에 영화 제작자, 영화 감독 및 안무가가 포함될 수 있다. 일반적으로 쇼 비즈니스의 거의 모든 분야에서 캐스팅 디렉터도 이 패널에 있다. 이 과정의 초기 단계에서 공연자들은 종종 독백, 노래, 안무, 대본 및 측면과 같은 준비된 오디션 작품을 발표하거나 제시하게 된다.
이러한 오디션 자료는 일반적으로 스크린 테스트 형식의 영상으로 촬영되며, 이력서 및 프로필 사진과 함께 IMDb 등의 플랫폼을 통해 온라인 제출된다. 이후 단계에는 제작 규모와 범위에 따라 조합(SAG-AFTRA) 및 비조합 배우 그룹이 포함될 수 있으며, 고려 중인 작품의 자료를 읽으려고 시도하며 둘, 셋 또는 그 이상의 다양한 조합으로 짝을 이룬다. 각 배우의 전반적인 동기 부여 선택을 평가한 후 캐스팅 패널은 개별 배우와 리드스루에 명시된 조합 중 하나에서 생성된 "화학"을 모두 고려한다.
캐스팅 콜은 일반적으로 일반 대중에게 공개될 수 있으며, 때로는 "캐틀 콜(cattle call)"(미국 용어) 또는 수백 또는 수천 명의 연기자가 여러 역할을 놓고 경쟁하는 공개 오디션이라고도 한다.
대본 분석과 혼동하지 않도록 캐스팅 캐릭터 분석은 클라이언트를 캐스팅에 제출하는 제작 에이전트가 제공하는 경우가 많으며, 이는 캐릭터(나이, 성별, 인종 또는 민족, 관련될 수 있는 상황)에 대한 간략한 요약을 제공한다.
이러한 에이전트와 관리자는 전 세계에 배치되어 있으며 말 그대로 고장의 거의 모든 측면에 대한 전체 서비스 제품군을 갖춘 이 서비스에 월간 서비스 가입비를 내고 가입한다.
배우는 배역을 받기 전에 여러 번의 캐스팅 콜을 거칠 수 있으며, 비록 유명한 배우들이 여전히 매우 필요한 과정을 거치는 경우가 많지만, 일부는 유명한 작가, 시나리오 작가, 감독 및 제작자의 제안을 받을 만큼 특권을 누리고 있다. 역할에 캐스팅하려는 의도에 대한 프로젝트이다. 잘 알려진 배우 또는 배우는 종종 매우 수익성 있는 금전적 보상뿐만 아니라 제작자의 신용도 협상한다.

## 같이 보기
- 앙상블 캐스트
- 캐스팅 카우치
- 보조 출연자
- 오디션
- 정형적 인물